# 휘문고등보통학교 육상단
휘문고등보통학교 육상단(徽文高等普通學校陸上團)은 일제강점기 조선 경기도 경성부에 있었던 육상 선수단이다. 휘문고등보통학교가 운영했던 U-18 육상단이며, 1924년 이전에 창단되었고 1940년 이후에 해단되었다.

## 시즌별 성적
| 시즌 | 대회                                 | 종목            | 선수      | 기록      | 순위   | 비고 |
| ---- | ------------------------------------ | --------------- | --------- | --------- | ------ | ---- |
| 1924 | 전국체육대회 육상 청년부             | 남자 100m       | 강희문    | 불명      | 불명   |      |
| 1924 | 전국체육대회 육상 청년부             | 남자 100m       | 김정식    | 불명      | 불명   |      |
| 1924 | 전국체육대회 육상 청년부             | 남자 100m       | 변세환    | 불명      | 불명   |      |
| 1924 | 전국체육대회 육상 청년부             | 남자 100m       | 이진묵    | 12.6      | 3위    |      |
| 1924 | 전국체육대회 육상 청년부             | 남자 200m       | 임응삼    | 불명      | 불명   |      |
| 1924 | 전국체육대회 육상 청년부             | 남자 200m       | 김정식    | 불명      | 불명   |      |
| 1924 | 전국체육대회 육상 청년부             | 남자 200m       | 오봉은    | 불명      | 불명   |      |
| 1924 | 전국체육대회 육상 청년부             | 남자 200m       | 홍인      | 불명      | 불명   |      |
| 1924 | 전국체육대회 육상 청년부             | 남자 400m       | 김상권    | 불명      | 불명   |      |
| 1924 | 전국체육대회 육상 청년부             | 남자 400m       | 오봉은    | 불명      | 3위    |      |
| 1924 | 전국체육대회 육상 청년부             | 남자 400m       | 이종현    | 불명      | 불명   |      |
| 1924 | 전국체육대회 육상 청년부             | 남자 1500m      | 김말봉    | 불명      | 불명   |      |
| 1924 | 전국체육대회 육상 청년부             | 남자 1500m      | 장상수    | 불명      | 불명   |      |
| 1924 | 전국체육대회 육상 청년부             | 남자 1500m      | 최도흥    | 4:45.5    | 우승   |      |
| 1924 | 전국체육대회 육상 청년부             | 남자 5000m      | 김동춘    | 불명      | 불명   |      |
| 1924 | 전국체육대회 육상 청년부             | 남자 5000m      | 한석완    | 불명      | 불명   |      |
| 1924 | 전국체육대회 육상 청년부             | 남자 110m 허들  | 강희문    | 20.4      | 우승   |      |
| 1924 | 전국체육대회 육상 청년부             | 남자 110m 허들  | 변세환    | 22.0      | 3위    |      |
| 1924 | 전국체육대회 육상 청년부             | 남자 200m 허들  | 강희문    | 31.2      | 준우승 |      |
| 1924 | 전국체육대회 육상 청년부             | 남자 200m 허들  | 김정식    | 불명      | 불명   |      |
| 1924 | 전국체육대회 육상 청년부             | 남자 200m 허들  | 변세환    | 불명      | 불명   |      |
| 1924 | 전국체육대회 육상 청년부             | 남자 200m 허들  | 이진묵    | 불명      | 불명   |      |
| 1924 | 전국체육대회 육상 청년부             | 남자 800m 계주  | 불명      | 1:45.0    | 우승   |      |
| 1924 | 전국체육대회 육상 청년부             | 남자 800m 계주  | 불명      | 불명      | 불명   |      |
| 1924 | 전국체육대회 육상 청년부             | 남자 1600m 계주 | 불명      | 4:12.2    | 3위    |      |
| 1924 | 전국체육대회 육상 청년부             | 남자 멀리뛰기   | 오봉은    | 불명      | 불명   |      |
| 1924 | 전국체육대회 육상 청년부             | 남자 세단뛰기   | 오봉은    | 불명      | 불명   |      |
| 1924 | 전국체육대회 육상 청년부             | 남자 창던지기   | 유성진    | 불명      | 불명   |      |
| 1924 | 전조선중등학교육상경기대회           | 남자 200m       | 김정식    | 불명      | 3위    |      |
| 1924 | 전조선중등학교육상경기대회           | 남자 200m       | 조형대    | 불명      | 불명   |      |
| 1924 | 전조선중등학교육상경기대회           | 남자 400m       | 오봉은    | 불명      | 3위    |      |
| 1924 | 전조선중등학교육상경기대회           | 남자 800m 계주  | 불명      | 1:52.4    | 2위    |      |
| 1924 | 전조선중등학교육상경기대회           | 종합 순위       | 종합 순위 | 5점       | 4위    |      |
| 1925 | 전조선중등학교육상경기대회           | 종합 순위       | 종합 순위 | 불명      | 불명   |      |
| 1925 | 전조선중등이상학교인천경성간역전경주 | 남자 역전       | 불명      | 3:01:48.3 | 6위    |      |

## 참고 문헌
- “스포츠지원포털 등록 현황”. 대한체육회.
- “대한체육회 국내종합경기대회”. 대한체육회.
- 《대한체육회 50년》. 대한체육회. 1970. 2020년 11월 8일에 원본 문서에서 보존된 문서. 2022년 11월 5일에 확인함.
- 《대한체육회 70년사》. 대한체육회. 1990. 2020년 11월 8일에 원본 문서에서 보존된 문서. 2022년 11월 5일에 확인함.
- 《대한체육회 90년사》. 대한체육회. 2011. 2020년 11월 8일에 원본 문서에서 보존된 문서. 2022년 11월 5일에 확인함.
- 대한체육회 100주년 기념사업부 (2020). 《대한민국 체육 100년》. 대한체육회.

## 같이 보기
- 휘문고등학교
- 휘문고등학교 농구단
- 휘문고등학교 야구단
- 휘문고등학교 축구단
- 휘문고등보통학교 정구단
- 휘문고등보통학교 줄다리기단